# Telmatoscopus fissurella
Telmatoscopus fissurella är en tvåvingeart som beskrevs av Quate 1967. Telmatoscopus fissurella ingår i släktet Telmatoscopus och familjen fjärilsmyggor. Inga underarter finns listade i Catalogue of Life.